# Ronald Segovia
Ronald Segovia Calzadilla (Villa Montes, 17 de enero de 1985) es un futbolista boliviano. Juega como lateral derecho o interior derecho y su actual equipo es Oruro Royal Club de la Asociación de Fútbol Oruro.
Es un mediocampista muy explosivo cuando se trata de llegar al arco rival, también juega como lateral derecho pero contribuye más a su equipo jugando de mediocampista-ofensivo. Controla muy bien los tiempos, recibe de manera perfecta las pelotas y lanza centros casi perfectos.

## Clubes
| Club                   | País    | Año           |
| ---------------------- | ------- | ------------- |
| La Paz F. C.           | Bolivia | 2008 - 2010   |
| Aurora                 | Bolivia | 2010 - 2011   |
| Blooming               | Bolivia | 2011 - 2013   |
| San José               | Bolivia | 2014          |
| Jorge Wilstermann      | Bolivia | 2014 - 2016   |
| Petrolero              | Bolivia | 2016-2017     |
| San José               | Bolivia | 2017-2020     |
| Empresa Minera Huanuni | Bolivia | 2021          |
| Sur-Car                | Bolivia | 2022          |
| Oruro Royal            | Bolivia | 2023-presente |

## Palmarés

### Títulos nacionales
| Título           | Club              | País    | Año           |
| ---------------- | ----------------- | ------- | ------------- |
| Primera División | Jorge Wilstermann | Bolivia | Clausura 2016 |
| Primera División | San José          | Bolivia | Clausura 2018 |